# Endotaxis
Endotaxis es un género de foraminífero bentónico considerado un sinónimo posterior de Pseudotaxis de la familia Pseudotaxidae, de la superfamilia Tetrataxoidea, del suborden Fusulinina y del orden Fusulinida. Su especie tipo era Tetrataxis? brazhnikovae. Su rango cronoestratigráfico abarca el Mississippiense (Carbonífero superior).

## Discusión
Clasificaciones más recientes incluirían Endotaxis en el suborden Endothyrina, del orden Endothyrida, de la subclase Fusulinana y de la clase Fusulinata.

## Clasificación
Endotaxis incluía a las siguientes especies:
- Endotaxis brazhnikovae †, aceptado como Pseudotaxis brazhnikovae
- Endotaxis dzhezkazganica  †, aceptado como Pseudotaxis dzhezkazganicus
- Endotaxis eominima †, aceptado como Pseudotaxis eominima
- Endotaxis expansus †, aceptado como Pseudotaxis expansus
- Endotaxis kingiricus †, aceptado como Pseudotaxis kingiricus
- Endotaxis ovalis †, aceptado como Pseudotaxis ovalis
- Endotaxis planiformis †
- Endotaxis vulgaris †